# Clem (roman)
Pour les articles homonymes, voir Clem.
Clem est un roman d'Henry Muller paru en 1960 aux éditions de la Table Ronde et ayant reçu le Prix Interallié la même année, ex æquo avec Janitzia ou la Dernière qui aima d'amour de Jean Portelle.

## Éditions
- Clem, éditions de la Table Ronde, 1960.